# Polabština
Polabština neboli drevjanština je vymřelý jazyk Polabských Slovanů v severním Německu. Zřejmě se podobala více polštině a kašubštině než dalšímu menšinovému slovanskému jazyku na německém území, lužické srbštině. Spolu s ní však někdy bývá označována jako vendština. Slovanům žijícím na německém území se zejména ve starších pramenech často říká Vendové.
O podobě jazyka používaného v raném středověku na rozsáhlém území v dolním povodí Labe se můžeme pouze dohadovat z dochovaných místních názvů. Jen jedno nářečí, používané kmenem Drevanů v okolí dolnosaského Lüneburgu, se udrželo až do 18. století a vznikly v něm sporé texty, které se nám dochovaly. Ani ty nemají jednotný pravopis. Polabština totiž vymizela dříve, než se stačila ustavit jako spisovný jazyk.

## Příklady

### Číslovky
| Polabsky | Česky |
| jadån    | jeden |
| dåvo     | dva   |
| tåri     | tři   |
| citěr    | čtyři |
| pąt      | pět   |
| sist     | šest  |
| siděm    | sedm  |
| visěm    | osm   |
| divąt    | devět |
| disąt    | deset |

## Vzorový text

### Aita nos (Otče náš)
| polabsky | Aita nos, tâ toi jis wâ nebesai, sjętü wordoj tüji jaimą; tüji rik komaj; tüja wüľa mo są ťüńot kok wâ nebesai tok no zemi; nosę wisedanesnę sťaibę doj nam dâns; a wütâdoj nam nose greche, kok moi wütâdojeme nosim gresnarem; ni bringoj nos wâ warsükongę; toi losoj nos wüt wisokag chaudag. Pritü tüje ją tü ťenądztwü un müc un câst, warchni Büzac, nekąda in nekędisa. Amen. |
| česky    | Otče náš, jenž jsi na nebesích, posvěť se jméno tvé; přijď království tvé; buď vůle tvá, jako v nebi, tak i na zemi; chléb náš vezdejší dej nám dnes; a odpusť nám naše viny, jako i my odpouštíme naším viníkům; neuveď nás v pokušení; ale zbav nás od všeho zlého. Neboť tvé je království i moc i čest, nejvyšší Bože, na věky věků. Amen.                                        |